# 萬斯海崖
81°49′S 156°55′E / 81.817°S 156.917°E
萬斯海崖（英語：Vance Bluff）是南極洲的海崖，位於奧次地，處於萊爾德高原以北18公里，由美國南極地名諮詢委員會命名，現時由南極條約體系管理。